# Тесна кожа (франшиза)
Тесна кожа је филмски серијал за који су сценарио писали Синиша Павић, Љиљана Павић и Милан Живковић.
Први филм овог серијала снимљен је 1982. године у режији Миће Милошевића, а због велике популарности коју је постигао снимљени су и наставци. Овај серијал је прославио глумце Николу Симића и Милана Гутовића, који играју главне улоге: Димитрија Пантића, службеника чија је жеља да добије унапређење и Срећка Шојића, корумпираног директора предузећа и Пантићевог највећег противника.

## Званични филмови
Званични филмови серијала немају посебне називе већ се сваком наставку додаје следећи редни број.

### Тесна кожа
Референт Мита свакодневно се суочава са гужвом у кући и на послу. Најмлађег сина мучи школа и снови о половној хонди, старији је вечити апсолвент астрономије, а ћерка дипломирани правник која безуспешно трага за запослењем. Свако тражи своје, а његова мала плата је недовољна за све породичне прохтеве. На послу цвета корупција и влада општи хаос, а спортска прогноза му је последња нада која би му помогла да се извуче из тесне коже.

### Тесна кожа 2
Димитрије Пантић приликом судара упознаје Турчина који је на пропутовању по Југославији. Тада добија идеју да сагради мотел за све Турке који пролазе по земљи. Одлази са Шојићем у Словенију да убеди Словенце да финансирају градњу мотела. Директор Шојић жели да осујети Пантићев план, па Турчину у поверењу саопштава да је Пантић хомосексуалац. Међутим, изазваће супротан ефекат јер је и Турчин хомосексуалац. Долази до низа комичних ситуација све док Пантић не схвати о чему се ради. Шојић, на другој страни, паре од разних махинација даје љубавници на чување а имовину препише на жену, како би се осигурао. На крају, и жена и љубавница га преваре. И на самом крају, Пантић и Шојић нађу се у затвору - сваки из свог разлога.

### Тесна кожа 3
Димитрије Мита Пантић је службеник у једном београдском предузећу. Једног дана, он у трамвају губи своју ташну са пословним пројектима, а проналази идентичну са девизама. Тај догађај је унео многе обрте у његовој породици, али и на послу. Директор предузећа, Срећко Шојић, планира да помоћу тих девиза врати Ђолету дуг. Пантић, међутим, одлучује да паре врати правом власнику. Али, од њега не добија очекивану награду. Онда долази до обрта којим су сви изненађени.

### Тесна кожа 4
Димитрије Пантић поводом 35 година рада његовог предузећа добија плакету и сат. Међутим, он се нада унапређењу. У то време, његов директор Шојић, склапа договор са Ђолетом и господином Трпковићем о томе да упропасти предузеће и пошаље га на лицитацију, односно продају, и тиме себи обезбеди новац. Пантић касније добија отказ и ради као приватни детектив за једну агенцију. Сасвим случајно, он на задатку сазнаје Шојићев план. Он му то саопштава сутрадан и уцењује га, али од унапређења у предузећу и даље није било ништа.

## Главни ликови
Редовни ликови у наставцима овог филмског серијала били су:
| Лик                        | Филм                 | Филм                 | Филм                     | Филм                   | Филм                                    | Филм                 | Серија              |
| Лик                        | Тесна кожа 1 (1982)  | Тесна кожа 2 (1987)  | Тесна кожа 3 (1988)      | Тесна кожа 4 (1991)    | Тесна кожа: Новогодишњи специјал (1992) | Тесна кожа 5 (2013)  | Бела лађа (2006−12) |
| -------------------------- | -------------------- | -------------------- | ------------------------ | ---------------------- | --------------------------------------- | -------------------- | ------------------- |
| Димитрије Пантић           | Никола Симић         | Никола Симић         | Никола Симић             | Никола Симић           | Никола Симић                            | Никола Симић         | Петар Краљ          |
| Срећко Шојић               | Милан Гутовић        | Милан Гутовић        | Милан Гутовић            | Милан Гутовић          |                                         | Милан Гутовић        | Милан Гутовић       |
| Персида Пантић             | Ружица Сокић         | Ружица Сокић         | Ружица Сокић             | Ружица Сокић           |                                         | Ружица Сокић         | Љиљана Драгутиновић |
| Бранко Пантић              | Гојко Балетић        | Гојко Балетић        | Гојко Балетић            | Гојко Балетић          |                                         | Гојко Балетић        | Миленко Заблаћански |
| Мира Пантић                | Даница Максимовић    | Даница Максимовић    |                          | Даница Максимовић      |                                         | Даница Максимовић    | Мина Лазаревић      |
| Александар Пантић          | Александар Тодоровић | Александар Тодоровић | Александар Тодоровић     | Александар Тодоровић   |                                         | Александар Тодоровић | Ненад Јездић        |
| Митина мајка               | Рахела Ферари        | Рахела Ферари        | Рахела Ферари            |                        |                                         |                      |                     |
| подстанарка Сузана         | Јелица Сретеновић    | Јелица Сретеновић    | Јелица Сретеновић        | Јелица Сретеновић      |                                         | Јелица Сретеновић    |                     |
| Јапанац                    | Ирфан Менсур         |                      |                          |                        |                                         |                      |                     |
| Mелита Сандић              | Нада Војиновић       |                      |                          |                        |                                         |                      |                     |
| Оливер Недељковић          | Владан Живковић      |                      |                          |                        |                                         |                      |                     |
| Певачица                   | Лепа Брена           | Сузана Перовић       | Зорица Марковић          | Снеки                  |                                         |                      |                     |
| Џорџ                       |                      | Војислав Брајовић    | Војислав Брајовић        | Војислав Брајовић      |                                         |                      |                     |
| Мустафа Кајгани            |                      | Јосиф Татић          |                          |                        |                                         |                      |                     |
| Лепа Шојић                 |                      | Снежана Савић        |                          |                        |                                         |                      |                     |
| Вујо                       |                      | Борис Дворник        |                          |                        |                                         |                      |                     |
| Глишић                     |                      | Душан Почек          |                          | Душан Почек            |                                         |                      |                     |
| адвокат Мићко              |                      | Власта Велисављевић  |                          |                        |                                         |                      |                     |
| Сотир Миливојевић-Ђубре    |                      |                      | Велимир Бата Живојиновић |                        |                                         |                      |                     |
| Радивоје Раћа Срећковић    |                      |                      | Жика Миленковић          |                        |                                         |                      |                     |
| Симка Миливојевић          |                      |                      | Јелисавета Саблић        |                        |                                         |                      |                     |
| Митина тетка               |                      |                      |                          | Оливера Марковић       |                                         |                      |                     |
| Блажо                      |                      |                      |                          | Милутин Караџић        |                                         |                      |                     |
| Трпковић                   |                      |                      |                          | Власта Велисављевић    |                                         |                      |                     |
| Стојиљко Стојиљковић-Рамбо |                      |                      |                          | Слободан Нинковић      |                                         |                      |                     |
| Милорад                    |                      |                      |                          | Ташко Начић            |                                         |                      |                     |
| Момир                      |                      |                      |                          | Никола Којо            |                                         |                      |                     |
| Миле                       |                      |                      |                          | Звонко Миленковић      |                                         |                      |                     |
| Слађана                    |                      |                      |                          | Весна Малохоџић-Чермак |                                         |                      |                     |
| Нићифор Којић              |                      |                      |                          |                        | Јован Радовановић                       |                      |                     |
| Ленче                      |                      |                      |                          |                        | Радмила Савићевић                       |                      |                     |
| Тајкун Регионални          |                      |                      |                          |                        |                                         | Слободан Ћустић      |                     |
| Свастика                   |                      |                      |                          |                        |                                         | Јелисавета Саблић    |                     |
| Тихомир Стојковић          |                      |                      |                          |                        |                                         |                      | Предраг Смиљковић   |

## Филмови
| постер | ДВД | Филм                             | Премијерно емитовање | Сценарио                                   | Режија              | Певају                           |
| ------ | --- | -------------------------------- | -------------------- | ------------------------------------------ | ------------------- | -------------------------------- |
|        |     | Тесна кожа                       | 24. септембар 1982.  | Синиша Павић, Љиљана Павић                 | Мића Милошевић      | Лепа Брена                       |
|        |     | Тесна кожа 2                     | 9. новембар 1987.    | Милан Живковић                             | Милан Живковић      | Сузана Перовић и Рокери с Мораву |
|        |     | Тесна кожа 3                     | 8. август 1988.      | Синиша Павић, Љиљана Павић                 | Александар Ђорђевић | Зорица Марковић                  |
|        |     | Тесна кожа 4                     | 28. новембар 1991.   | Милан Живковић, Синиша Павић, Љиљана Павић | Милан Живковић      | Снежана Бабић Снеки              |
|        |     | Тесна кожа: Новогодишњи специјал | 31. децембар 1992.   | Синиша Павић                               | Александар Ђорђевић |                                  |
|        |     | Тесна кожа 5                     | 2013.                | Милан Живковић                             | Милан Живковић      | Јелена Розга                     |

## Преднаставци, специјали и спинофови
Филм Лаф у срцу, који представља својеврсни преднаставак и претечу серијала, снимљен је 1981. године у режији Миће Милошевића и по сценарију Синише Павића. У њему се, као епизодни лик у тумачењу Милана Гутовића, први пут појавио Срећко Шојић као директор предузећа. Годину дана касније, Синиша и Љиљана Павић одлучују да улогу Шојића прошире, тако да је Гутовић наставио да је игра и у Тесној кожи где је добио више простора.
Такође, 31. децембра 1992. године емитован је новогодишњи специјал познат као Пантић и Којић трче почасни круг, где је Никола Симић поново играо Димитрија Пантића, док је Јова Радовановић играо Којића, новог директора предузећа, с обзиром на то да је лик Шојића премештен у затвор због малверзација.
Спиноф овог серијала представља телевизијска серија Бела лађа, снимана и емитована од 2006. до 2012. године, где је Милан Лане Гутовић репризирао улогу Срећка Шојића. Мада је серија првобитно замишљена као наставак где би се ликови серијала поново окупили, то се није догодило јер Никола Симић није желео, због чега је, према Павићевом признању, лик Димитрија Пантића у серији промењен.

## Отказани и недовршени наставци
У мају 2004. године, Синиша Павић је најавио снимање наставка, чији је радни наслов био Тесна кожа 5% и у коме је требало да пева Сека Алексић. Међутим, снимање филма је отказано због финансијских проблема, али је Павић касније проширио сценарио и снимио први циклус телевизијске серије Бела лађа са измењеном глумачком поставом. Улогу Срећка Шојића је поново играо Милан Гутовић, док је улогу Димитрија Пантића преузео Петар Краљ, с обзиром на то да је Никола Симић одбио да учествује у снимању серије. Из јавности непознатих разлога, породицу Пантић је играла нова глумачка постава.
У октобру 2011. године, продуцентска кућа Гама ентертејнмент груп, која стоји иза продукције наставака Тесне коже, најавила је снимање петог и шестог наставка са оригиналном глумачком поставом. Убрзо потом, њима се прикључио и Милан Гутовић, који је напустио Белу лађу пред снимање шестог циклуса. Сценарио и режију филма потписује Милан Живковић, који је такође сценариста и режисер другог и четвртог дела. С обзиром на то да пројекат нема званично одобрење аутора Синише Павића, између Гаме и њега дошло је до судског спора око ауторских права, који је Павић добио, након чега је снимање филма забрањено привременом судском мером.
Упркос забрани продукција наставља снимање, док је назив филма променила у Бесна кожа, а имена ликова у Којић и Шантић. Такође, поред филмова планирана је и телевизијска серија, која је снимана у сарадњи са Првом српском телевизијом. Међутим, Прва телевизија је одустала од сарадње, због чега је продукција била и са њима у судском спору. Услед правних проблема и недостатка материјалних средстава снимање је, према речима глумице Јелице Сретеновић, "прекинуто након 20 дана". После вишемесечног одлагања премијера петог дела је заказана за крај 2014. године, али је филм отказан и снимљени материјал никад није емитован.
У августу 2023. године, глумац Гојко Балетић је потврдио да су снимани наставци и да је снимљено 5 епизода телевизијске серије од планираних 12, као и да је на основу тога планирано да се филм оживи, али да не зна шта ће се десити са снимљеним материјалом.

## Судски спорови
Први судски спор око овог серијала десио се 1991. године приликом снимања четвртог наставка. Наиме, до сукоба између Синише Павића и продуцентске куће Gama Entertainment Group дошло је након покушаја да филм сниме без Павићевог знања, а на сценарио Милана Живковића потпишу њега као аутора. Због повреде моралних ауторских права, покренут је судски спор који је Павић добио. Након тога, продуцентска кућа је била обавезана да му исплати новчану накнаду, што је учињено тек после девет година у извршном поступку. Павић је више пута истакао да овај филм не убраја у серијал, као и да га сматра "пиратским делом" и "резултатом крађе од стране Гаме", док је његово име за потребе филма "нелегално искоришћено".
До нових судских спорова долазило је више пута. Приликом премијерног емитовања Беле лађе, Gama Entertainment Group је тужила Павића, уз тврдње да су носиоци "свих продукцијских и ауторских права на серијал". Међутим, на основу шест правоснажних судских одлука, утврђено је да Гама нема права на снимање филмова из серијала без Павићевог одобрења. Судски је утврђено да је Павић "једини носилац ауторских права", док је Гама само "власник продуцентских права" за одређене наставке серијала.
У октобру 2011. године Павић је са РТС и Кошутњак филмом потписао уговор о новом филму и четири епизоде ТВ серије. Међутим, пројекат је отказан када се Гутовић прикључио продукцији Гама, која је готово истовремено најавила наставке серијала, након чега је Павић изјавио да му не пада на памет да ради филм за "глумце који су се овако понели према њему". Продуцент Александар Младеновић је окупио оригиналну глумачку поставу, након чега поново долази до судског спора око филма и ауторских права. Продукција Гама користи радни назив филма Бесна кожа и наставља снимање, које је прекинуто услед судских спорова и финансијских проблема.

## Наставак серијала
Милан Гутовић изјавио је у октобру 2020. године говорећи за Прву ТВ да су направљени преговори да писац Миленко Вучетић напише наставак приче о Шојићу (који је утемељио сличан лик у драми "Барабе"), односно да пише "оно што је био нуклеус" за филмски серијал Тесна кожа као и ТВ серију Бела лађа. Глумац је тада рекао да је снимање филма у припреми, а да остали детаљи попут назива и радње још увек нису познати.
Ипак, на крају је одлучено да се сними нова телевизијска серија са потпуно различитим ликовима (у односу на Тесну кожу) под називом Дон Гилић која је требало да садржи преко стотину епизода. Било је планирано и снимање филма. Милану Гутовићу је била поверена улога Пироћанца Гилића (лик је коришћен у тумачењу Шојића, те са њим има сличности). Гилићевог кума италијанског порекла је требало да игра Воја Брајовић, који је са Гутовићем глумио у серијалу Тесна кожа. У августу 2021. главни глумац Милан Гутовић је преминуо, само две седмице након што су започеле припреме и заказано снимање серије за септембар. Даља судбина главног лика, односно глумца остаје неизвесна, пошто је лик Гилића написан тако да подсећа на Шојића.

## Гледаност и зарада
Тесна кожа је најгледанији филмски серијал у историји југословенске кинематографије. Први филм серијала је био најгледанији у свим градовима Југославије, а само у Београду је имао 505.000 гледалаца, док се најгледанијим српским филмом снимљеним од распада СФРЈ сматра Зона Замфирова. Ова два филма су уједно и остварила највећу зараду у домаћој кинематографији до сада.

## Емитовање
Због велике гледаности и популарности филмови су емитовани више пута на различитим телевизијама. За време премијерног емитовања Беле лађе на РТС, овај серијал је приказиван као телевизијска серија на Телевизији Пинк у 12 подељених епизода насталих на бази четири филма, на шта је сценариста Синиша Павић изјавио да немају право на такво емитовање без његове дозволе.

## Награде
Милан Гутовић је у новембру 2014. године добио награду коју му је доделио најгледанији македонски естрадни ТВ магазин – Бекстејџ (Backstage), који се свакодневно емитује на првом каналу Македонске радио телевизије, за улогу Срећка Шојића из Тесне коже, који је најрепризиранији страни филм у земљи и највећи филмски фаворит македонске публике.

## Промена улога кроз серијал
- Оливера Викторовић је у првом делу тумачила ученицу у школи, а у четвртом делу продавачицу Тању.
- Михајло Бата Паскаљевић се у другом делу појавио као купац Шојићеве куће, а у четвртом делу као пензионер са шахом у парку.
- Милица Милша је у другом делу играла манекенку, а у трећем дактилографкињу у Шојићевом предузећу.
- Власта Велисављевић је у другом делу тумачио Шојићевог адвоката Мићка, а у четвртом делу се појавио као господин Трпковић.

## Локације
Кућа из Тесне коже 1 у којој живе Пантићи налази се у улици Војводе Добрњца бр. 38 близу Ботаничке баште.

## Занимљивости
- Занимљиво је да је 11. маја 2012. године, у игри на срећу Лото, извучено шест броја из Тесне коже 2 из 1987. године.[37]
- У сваком наставку осим у новогодишњем специјалу гостовала је тада популарна певачица.
- Никола Симић је осмислио како ликови Шојића и Пантића треба да изгледају у филму.[38]
- На идеју да Шојић говори пироћанским дијалектом дошао је Милан Лане Гутовић, коме је као инспирација послужио зидар Тома, који је радио на реконструкцији школе у Кумодражу.[39]
- Први део серијала је снимљен за 23 дана[40], док је други део снимљен за само 11 дана[41].
- Жељко Шашић је у првој сезони талент шоуа Твоје лице звучи познато 2013. одглумио Снежану Бабић Снеки и извео сцену из филма Тесна кожа 4, где је она отпевала[42] свој хит Снеки Реп познат и као Моје вруће хаљине.
- Бане Мојићевић је у другој сезони емисије Твоје лице звучи познато 2014. имитирао Лепу Брену и извео хит Миле воли диско који је она певала у првом делу Тесне коже, док се у улози Шојића налазио лично Милан Гутовић као и у филму.[43]